# Варваровка (Дунаевецкий район)
Варваровка (укр. Варварівка) — село в Дунаевецком районе Хмельницкой области Украины.
Население по переписи 2001 года составляло 113 человек. Почтовый индекс — 32435. Телефонный код — 3858. Занимает площадь 0,072 км². Код КОАТУУ — 6821887402.

## История
В 1946 г. указом ПВС УССР село Барбаровка переименовано в Варваровку.

## Местный совет
32435, Хмельницкая обл., Дунаевецкий р-н, с. Подлесный Мукаров, ул. Ленина, 34